# 나의 불행에는 이유가 있다
"나의 불행에는 이유가 있다"는 2010년에 개봉한 대한민국의 영화이다.

## 캐스팅
- 배제기
- 정재식
- 주예린
- 김록경
- 이영준
- 문대성
- 이세경
- 박현경
- 최은정
- 정문선
- 박성현
- 이윤환
- 김영철
- 김고운
- 전민현
- 장경호
- 한성혁
- 조민우
- 조희
- 이강영
- 윤호성